# Баратай
Барата́й (каз. Баратай) — село у складі Зерендинського району Акмолинської області Казахстану. Входить до складу Сариозецького сільського округу.
Населення — 236 осіб (2021; 345 у 2009, 434 у 1999, 416 у 1989).
Національний склад станом на 1989 рік:
- казахи — 100 %.

Станом на 1989 рік село називалось Барабай.